# Geschiedenis van Slovenië
Dit artikel gaat over de Geschiedenis van Slovenië, vanaf de Vroege steentijd tot nu.

## Prehistorie (tot 1e eeuw v.Chr.)

### Vroegste bewoners
Het huidige Slovenië werd al in de vroege steentijd bewoond. In 1995 is in een karstgrot het oudste muziekinstrument gevonden, een fluit gemaakt van een berenbot; deze zou ongeveer in 45.000 v.Chr. zijn gemaakt.

### Indo-Europeanen
Van de 8e tot de 4e eeuw v.Chr. vestigden de Indo-Europeanen zich in Midden-Europa. Tal van vondsten op het Sloveense grondgebied wijzen op de Keltische Hallstattcultuur in de Bronstijd en IJzertijd. Ook is bekend dat de Illyriërs zich ten zuiden van de Alpen vestigden.

### Koninkrijk Noricum
De Kelten vestigden zich in de vierde eeuw in Noricum dat het oosten van de Alpen omvatte en waar ook Noord-Slovenië onder viel. Het zuiden maakte deel uit van Illyrië. Deze situatie duurde 3 eeuwen tot de komst van de Romeinen.

## Romeinse tijd
In de 1e eeuw v.Chr. werden Noricum en Illyricum veroverd door het Romeinse Rijk. Onder het bijna 500 jaar durende Romeinse bewind zijn de eerste steden gebouwd, waaronder Poetovio (nu Ptuj), Celeia (Celje) en Emona (Ljubljana).
In 4e eeuw n.Chr. vallen de Germaanse Visigoten (Westgoten) binnen en verwoesten de Romeinse nederzettingen (in 379 wordt Poetovio geplunderd). Daarna komen de Hunnen onder leiding van Attila en volgen er andere nomadenstammen, zoals de Ostrogoten (Oostgoten), de Langobarden en de Avaren.

## Karantanië
De Zuid-Slavische voorouders van de Slovenen vestigen zich vanaf 550 in het oosten van de Alpen. Niet alleen het huidige Slovenië maar ook het gehele zuidoosten van het huidige Oostenrijk. Zij komen voor onder de namen Slovenen en Karantanen en vormden dominante bevolkingsgroepen die de autochtone bevolking van (deels geromaniseerde) Kelten en Germanen beheerste. In 623 stichtten zij het Vorstendom Karantanië (Karantanija) (waarvan de naam Karinthië is afgeleid) met als hoofdstad Celovec, het huidige Klagenfurt. Dit kan gezien worden als de eerste maar kortstondige Sloveense staatsvorming in de geschiedenis. Na 123 jaar komt er al een eind aan die zelfstandigheid. Overigens heeft de Oostenrijkse deelstaat Karinthië ook nu nog steeds een (slinkende) Sloveenstalige minderheid. Na enkele generaties heftige taalstrijd met de Duitstalige meerderheid mogen een aantal Karinthische plaatsen desgewenst tweetalige Duits-Sloveense namen dragen.

## Frankische tijd
Naar het eind van de Frankische tijd toe in 745 wordt Karantanië veroverd door de Franken, die de inwoners bekeren tot het westerse vorm van het christendom. 

Bij de driedeling van het Frankische rijk in het Verdrag van Verdun (843) werd Karantanië met het westen van het latere Duitsland en met Oostenrijk ingedeeld bij Oost-Francië. Sinds 962 gingen de Sloveense gebieden voorgoed deel uitmaken van het Duitse Rijk (officieel het Heilige Roomse Rijk). Het feodale gezag zou het sinds de 14de eeuw onder de Habsburgers komen, die als hertogen, eerst over  Neder-Oostenrijk, en later ook over Opper-Oostenrijk en de Sloveense gebieden heersen. Later verwierven zij het erfelijke keizerschap van het Duitse Rijk en werden de Sloveense hertogdommen Habsburgse kroonlanden.

## Habsburgse tijd: 1335-1919
Het Sloveense woongebied in het uiterste westen werd beheerst door het Markgraafschap Verona en het Patriarchaat Aquileja. Pas in de 14e eeuw zou daar het door Slovenen bewoonde deel onder Habsburg komen als Graafschap Görz (Italiaans: Gorizia, Sloveens: Gorica). De overige Slovenen leefden sinds 1335 in drie Habsburgse hertogdommen: Krain, Karinthië, en Stiermarken. In 1382 slaagde Habsburg erin om ook de belangrijke zeehaven Triëst in te lijven en daarmee een wig te drijven in de Venetiaanse hegemonie aan de Adriatische Zeekusten. De Italiaanse culturele invloed in deze westelijke streken zou daar echter niet door geremd worden. De Reformatie zou in de 16e eeuw aan de vorming van een Sloveense culturele taal een grote stimulans geven, maar de Contrareformatie die erop volgde, bevroor die ontwikkeling. Was de Habsburgse adel in Slovenië al vroeg op Oostenrijk georiënteerd en Duitstalig, de stadsbevolking volgde pas gaandeweg en in het noorden zouden in de loop van de 18de en 19de eeuw de steden en ook kleinere stadjes in het zuiden van Karinthië en Stiermarken (Steiermark), te midden van een Sloveenssprekende plattelandsbevolking, een Duitstalig karakter gaan aannemen. Ook de hoofdstad Ljubljana, onder de naam Laibach, zou dan door een in meerderheid Duitstalige burgerij bewoond worden, maar daar kwam al na 1860 een einde aan toen de stad steeds meer het centrum van de Sloveense nationale herleving werd. Vooral in het zuiden van Karinthië (Kärnten) werd het platteland ook verduitst en dat zou een reden zijn om dit gebied, na een daartoe gehouden volksstemming, in 1912 uiteindelijk toch bij Oostenrijk te laten en niet, op een paar dorpen na, aan het nieuwe Joegoslavië toe te wijzen.

## Joegoslavische provincie: 1919-1990
In 1866 gingen westelijk gelegen gebieden, die door Slovenen werden bewoond, deel uitmaken van het nieuwe Koninkrijk Italië. Sindsdien zijn zij gaandeweg veritaliaanst. In 1918 werd deel van het nieuwe Koninkrijk Joegoslavië. Op dat moment, in de periode 1919-1920, werden de grenzen van Slovenië vastgelegd in het Verdrag van Saint-Germain (noordgrens), het verdrag van Rapallo (westgrens) en het verdrag van Trianon (noordoostgrens). Aan de Duitstalige invloed werd op drastische wijze een einde gemaakt door slovenisering van het onderwijs en het openbaar bestuur, en massaal ontslag van de Habsburgse ambtenarij. Het Joegoslavische koninkrijk raakte vervolgens door interne verschillen, en vooral door de tegenstelling tussen Serven en Kroaten, in een staat van ontbinding, die bezworen werd met dictatoriale centralisatiepogingen. Duitsland en Italië zouden hiervan gebruikmaken door een Kroatische exil-regering te steunen.

### Onder bezetting: 1941-1945
Na de Duits-Italiaanse bezetting in 1941, waarbij Kroatië zich onafhankelijk mocht verklaren, werd Slovenië opgedeeld tussen Duitsland en Italië (enkele gemeenten gingen naar Hongarije). De Slovenen kregen te lijden van zware represailles tegen verzets- en sabotagedaden. Tienduizenden werden, als regel onder dwang, vaak ook vrijwillig gerekruteerd, voor het aanvullen van arbeidskrachten in industrie en landbouw, naar Duitsland en Italië gestuurd. Met germaniseringsprogramma's wilden de nazi's de Slovenen opvoeden tot Duitsers, en om het Duitse element te versterken, voerden zij kolonisatieprogramma's uit met Duitstalige boeren, waarvoor Slovenen onteigend werden. Het verzet onder leiding van het Sloveens Bevrijdingsfront, zocht voor een deel aansluiting bij de partizanen van Tito. Inmiddels organiseerden Sloveense klerikaal-nationalisten zich als partizanen die streden voor een onafhankelijke staat Slovenië, juist tegen het door Tito en zijn communisten nagestreefde Joegoslavië. Onwetend van de door de geallieerden met Tito al gemaakte afspraken, probeerden zij de titoïstische concurrenten eind 1944 tegen te houden totdat de westelijke geallieerden het land zouden hebben bevrijd. Toen die geen aanstalten maakten Slovenië binnen te trekken, waren de nationale milities niet langer opgewassen tegen het leger van Tito. Zij vluchtten naar Oostenrijks gebied, vanwaar ze door het Engelse opperbevel, dat van hun toekomstig lot op de hoogte was, werden uitgeleverd aan de Titoregering. Vervolgens zijn vele duizenden van hun standrechtelijk geëxecuteerd. Deze zwarte bladzijde in de geschiedenis mocht pas recent opengeslagen worden, na de vondst van, tot dusverre, 600 massagraven met de stoffelijke resten van meer dan 10.000 militanten, namelijk Duitse en Italiaanse krijgsgevangenen, en Sloveense, Kroatische en Servische nationalistische militanten. Die laatsten "moesten sterven opdat Joegoslavië zou kunnen leven".

### Herstel van Joegoslavië als federatie van republieken: 1945-1990
Op 10 augustus 1945 werd Slovenië als Volksrepubliek Slovenië ingelijfd bij de, wat op 11 november zou gaan heten: Federatieve Volksrepubliek Joegoslavië, en nog weer later, van 1963 tot 1991, Socialistische Federatieve Republiek Joegoslavië (SFRJ) heette. Het nieuwe Slovenië werd territoriaal uitgebreid met een groot stuk Italiaans staatsgebied ten oosten van de steden Gorizia/Gorica en Triëst waar de meerderheid van de bevolking Sloveens sprak. De inlijving van de stad Triëst mislukte door gewapende tegenstand van de bevolking en gebrek aan steun van de westelijke geallieerden.
In het plaatsje Begunje onderaan de Karawanken bevindt zich het Muzej Talcev (Gijzelaarsmuseum), een museum ter nagedachtenis aan de gruwelen van de Tweede Wereldoorlog en de annexatie van de noordelijke helft van het land door nazi-Duitsland (onder meer de streek Gorenjska ofwel Oberkrain), dat in het bijzonder deze streek trachtte te verduitsen door de vestiging van kolonisten.

### Etnische en nationale zuiveringen na 1944
Na 1944 vonden naast politieke ook etnische zuiveringen plaats. Allereerst werden autochtone Sloveense Duitstaligen, samen met door de nazi's hierheen gestuurde kolonisten verdreven. Met enkele tienduizenden waren zij met name in en rondom een aantal steden en stadjes zoals Maribor (Marburg), Celje (Cilli), Ptuj (Pettau) woonachtig, en ondergingen nu het lot van vele andere etnische Duitsers elders in Oost-Europa. 
Ook de meeste Italianen die aan de kusten van het nu door Joegoslavië bezette en geannexeerde Istrië woonden, werden het land uitgezet. Toen in 1955 de (sinds 1945) geïnternationaliseerde zone van Portorož-Portorosa aan de Adriatische kust bezuiden Triëst definitief aan Joegoslavië toegewezen, en bij Slovenië gevoegd werd, vertrok ook daar de helft (20.000) van de bevolking naar Italië. Bij zowel de uitzetting van Duitsers als van Italianen zijn veel slachtoffers gevallen. Standrechtelijke executies door de partizanen deden deze bevolkingsgroepen massaal op de vlucht slaan. Omdat veel verdrevenen opgevangen werden in de Italiaanse en Oostenrijkse grensstreken en daar vaak bleven wonen, heeft er lange tijd een anti-Sloveense stemming geheerst die het leven van de autochtone Sloveense minderheden in Triëst en Karinthië zuur maakte en velen deed besluiten om hun Sloveense identiteit af te leggen.

## Onafhankelijkheid: 1990
Slovenië was de welvarendste republiek in de naoorlogse Joegoslavische federatie. Op 7 maart 1990 werd de naam "Socialistische Republiek Slovenië" gewijzigd in "Republiek Slovenië". Op 23 december hield men een volksraadpleging over de vraag of Slovenië onafhankelijk moest worden. Een overgrote meerderheid van 88% der Slovenen stemde vóór. Nadat Kroatië begin 1991 eveneens na een volksraadpleging vóór onafhankelijkheid koos, liet de Sloveense deelregering Belgrado weten op 26 juni haar onafhankelijkheid te gaan uitroepen. 

Uiteindelijk ondernam de deelregering één dag eerder (25 juni) al actie en verklaarde Slovenië onafhankelijk van Joegoslavië, dezelfde dag nog gevolgd door Kroatië. Joegoslavische troepen kwamen daartegen in actie en hierop volgde de Tiendaagse Oorlog, die werd beëindigd door het Akkoord van Brioni. Op 15 januari 1992 erkende de Europese Gemeenschap Sloveniës onafhankelijkheid.

## Toetreding tot internationale verbanden
Op 1 mei 2004 trad Slovenië toe tot de Europese Unie. In dat jaar werd het land tevens lid van de NAVO.
Op 1 januari 2007 is Slovenië officieel toegetreden tot de eurozone. Dit betekende het einde van de Sloveense tolar.
In 2010 trad het land toe tot de OESO.
Geschiedenis van:
Albanië · Andorra · Azerbeidzjan · België (Vlaanderen, Wallonië) · Bosnië en Herzegovina · Bulgarije · Denemarken · Duitsland · Estland · Faeröer · Finland · Frankrijk (Bretagne, Corsica) · Georgië · Griekenland · Hongarije · Ierland · Italië (Sicilië) · Kosovo · Kroatië · Letland · Liechtenstein · Litouwen · Luxemburg · Malta · Moldavië · Monaco · Montenegro · Nederland · Noord-Macedonië · Noorwegen · Oekraïne · Oostenrijk · Polen · Portugal · Roemenië · Rusland (Tsjetsjenië) · San Marino · Servië · Slovenië · Slowakije · Spanje (Catalonië, Galicië) · Tsjechië · Turkije · Vaticaanstad · Verenigd Koninkrijk (Engeland, Schotland, Wales, Noord-Ierland) · Wit-Rusland · IJsland · Zweden · Zwitserland
Balkan · Britse Eilanden · Kaukasus · Lage Landen · Oost-Europa · Scandinavië